# Jakub Urlich
Jakub Urlich (ur. 12 listopada 1970 w Warszawie) – polski lektor filmowy i telewizyjny, spiker, dziennikarz i wokalista. Absolwent Instytutu Bibliotekoznawstwa i Informacji Naukowej Uniwersytetu Warszawskiego (1996). Od 1991 wokalista folkowego zespołu Werchowyna. W latach 1997-2010 dziennikarz Programu I Polskiego Radia, prowadzący program "Sygnały Dnia". W latach 2004-2009 współpracownik TVP 1 (m.in. prowadzący program "Między Ziemią a Niebem"). Od 2008 r. lektor filmowy i telewizyjny (w tym od I 2024 w TVP1 lektor programu informacyjnego "Teleexpress"). Współzałożyciel i członek Stowarzyszenia Lektorów RP.

## Dyskografia
Z zespołem Werchowyna:
- Werchowyna (1993)
- Tecze Riczka (1995, wyd. CD 2023, Konador)
- Werchowyna live (1999)
- Krynyczeńka (1996, Sonic)
- Oj zza hory (2000, Konador)
- ...hej kolęda, kolęda (2002, Konador)
- Pieśni święte i grzeszne (2CD, 2005, Konador)
- Werchowyna Męskie Głosy - Pieśni Kozackie (2015, Konador)
- Werchowyna 25 (2016, Konador)

## Filmografia

### Lektor (wybór[4])

#### Filmy
- 2014: Wszystkie kłamstwa Jacka
- 2014: Scooby-Doo i plażowy potwór (druga wersja dubbingu; z 2018 roku)
- 2014: Scooby-Doo! Koszmarne bramki (druga wersja dubbingu; z 2019 roku)
- 2014: Świt jeźdźców smoków (dubbing z 2019 roku)
- 2023: Nieznośna dziewiątka

#### Seriale
- 2015: Miraculum: Biedronka i Czarny Kot
- 2016-2018: Przystanek Bieszczady
- 2018-2024: Craig znad Potoku
- 2019-2020: Rzeczpospolita Modernistyczna
- 2021: Molly i Duch
- 2021: Myszka Miki: Frajdomek
- 2021: Spidey i super-kumple
- 2022: Eureka!
- 2022: Kiya i mistrzowie z Kimoja
- 2022: Międzygwiezdna Ella
- 2023: Kiff
- 2023: Psia brygada
- 2023: Superkoty
- 2023-2024: Matylda